# Kai Borsche
Kai Borsche (* 27. November 1937 in Kiel) ist ein deutscher Kameramann und Fernsehregisseur.

## Leben und Wirken
Der älteste Sohn von Dieter Borsche, der zum Zeitpunkt seiner Geburt an den Städtischen Theatern von Kiel engagiert gewesen war, verließ nach der Mittleren Reife die Schule und durchlief ein Volontariat in einem Kopierwerk in Wiesbaden. 1958 und 1959 absolvierte er den gesetzlichen Wehrdienst. Erste praktische Erfahrungen im Filmgeschäft sammelte Kai Borsche als Material- und Schärfeassistent bei verschiedenen Filmgesellschaften.
Bereits 1959 nahm er erstmals an einer Filmproduktion teil und diente als Kamera-Volontär Günther Senftleben beim Film Jacqueline. Es folgten seit Beginn der 60er Jahre Kameraassistenzen bei Inszenierungen von Stuart Rosenberg, Helmut Käutner, Dietrich Haugk und Michael Pfleghar. 1966 lieferte er seine erste eigenständige Kameraarbeit für den Süddeutschen Rundfunk ab. Zu seinen frühen Arbeiten zählen Musikerporträts über Alexandra und Katja Ebstein.
1985 wechselte Kai Borsche zur Regie. In dieser Funktion war er an einer Fülle von populären Fernsehserien beteiligt, darunter Ein Heim für Tiere, SOKO 5113, Heidi und Erni, Ein Fall für zwei, Dr. Sommerfeld – Neues vom Bülowbogen und Großstadtrevier.
Kai Borsche hat zwei Töchter.

## Filmografie

### Fernsehkamera
- 1967: Madame Bovary
- 1968: Kidnap – Die Entführung des Lindbergh-Babys
- 1970: Der Fall von nebenan (Fernsehserie)
- 1973: Hamburg Transit (Fernsehserie)
- 1975: Bitte keine Polizei (Fernsehserie)
- 1976: … in allen Lebenslagen
- 1977: Kleine Geschichten mit großen Tieren
- 1978: SOKO 5113 (Fernsehserie)
- 1978/79: Lucky Star (Kinofilm)
- 1979: Tatort: Ein Schuß zuviel
- 1980: Knobbes Knoten und andere Geschichten aus der Schulzeit
- 1983: Kinder unseres Volkes
- 1983: Ein Fall für zwei: Der Zeuge
- 1985: Die Krimistunde (TV-Serie)

### Fernsehregie
- 1985: Ein Heim für Tiere (Fernsehserie)
- 1985: Es muß nicht immer Mord sein (Fernsehserie)
- 1986–1992: SOKO 5113 (Fernsehserie)
- 1990: Heidi und Erni
- 1994: Peter und Paul (Fernsehserie)
- 1995: Ein Fall für zwei (Fernsehserie)
- 1995: Ein tödliches Lächeln
- 1997: Dr. Sommerfeld – Neues vom Bülowbogen (Fernsehserie)
- 1997–2000: Großstadtrevier (Fernsehserie)